# Heflin (Alabama)
Heflin é uma cidade localizada no estado americano do Alabama, no Condado de Cleburne.

## Demografia
Segundo o censo americano de 2000, a sua população era de 3002 habitantes.
Em 2006, foi estimada uma população de 3412, um aumento de 410 (13.7%).

## Geografia
De acordo com o United States Census Bureau, a localidade tem uma área de 31,1 km², dos quais 30,6 km² cobertos por terra e 0,5 km² cobertos por água. Heflin localiza-se a aproximadamente 296 m acima do nível do mar.

## Localidades na vizinhança
O diagrama seguinte representa as localidades num raio de 24 km ao redor de Heflin.